# Ana de la Reguera
Anabell Gardoqui de La Reguera mais conhecida como Ana de la Reguera (Veracruz, 8 de abril de 1977), é uma atriz mexicana de cinema, teatro e televisão.

## Biografia
Filha de Augusto Gardoqui e Nena de la Reguera, uma jornalista e personalidade da televisão que foi Miss Veracruz.

### Carreira
A carreira de atriz de Ana começou com seu papel na novela Azul (1996), seguido por Pueblo Chico, Inferno Grande (1997), com Verónica Castro, pela qual recebeu o prêmio Heraldo de melhor atuação feminina, e Desencuentro, que foi sua terceira novela sob o direção de Ernesto Alonso.
Sua introdução ao cinema foi em Por la libre (2000). Mais tarde, ela apareceu em Ladies Night ao lado de Ana Claudia Talancón, pelo qual recebeu um MTV Movie Award de Atriz Favorita. No 40º Prêmio Diosas de Plata do cinema mexicano, ela recebeu o prêmio Dolores del Rio.
Tentaciones (2000) marcou seu início com a produtora Argos Comunicación. Ela foi imediatamente oferecida para um papel em Tentaciones e Todo por Amor (2000), pelo qual recebeu o prêmio Palmas de Or. Cara o Cruz (2002) foi a primeira co-produção de telenovela entre Argos Comunicación e Telemundo. Reguera interpretou María Salome na bem-sucedida telenovela Gitanas (2004).
Reguera desempenhou o papel de Lorena Guerra na série da HBO, Capadocia. Ele durou três temporadas, começando em 2008. A série recebeu boas críticas e prêmios. Em 2010, ela interpretou a histórica Josefa Quintana, amante do padre Miguel Hidalgo, interpretado por Demián Bichir que foi um herói da Guerra da Independência Mexicana, no filme mexicano Hidalgo: La historia Jamás Contada.
Em 2014, Reguera foi escalada para o drama policial da Netflix Narcos como Elisa. Reguera desempenhou o papel de Marisol Silva na 2ª temporada de Goliath (2018) como parte do elenco principal e na 3ª temporada como personagem recorrente. Em 2020, estreou a série Ana, baseada em sua própria vida pela Prime Video.

## Vida pessoal
Em setembro de 2022, de la Reguera assumiu publicamente o relacionamento com o ator mexicano Alfonso Herrera. O relacionamento começou durante as filmagens do longa-metragem mexicano ¡Qué Viva México! (2022).

## Filmografia

### Televisão
| Ano  | Título                        | Personagem                    | Notas                                   |
| ---- | ----------------------------- | ----------------------------- | --------------------------------------- |
| 1996 | Azul                          | Cecilia                       |                                         |
| 1997 | Pueblo chico, infierno grande | Priscila                      |                                         |
| 1997 | Desencuentro                  | Beatriz                       |                                         |
| 2000 | Tentaciones                   | Fernanda Segovia              |                                         |
| 2000 | Todo por amor                 | Lucía                         |                                         |
| 2002 | Cara o cruz                   | Mariana Medina/Aída           |                                         |
| 2002 | Por tí                        | María Aldana / Isabel Miranda |                                         |
| 2003 | Como Pedro por su casa        | Astrid                        |                                         |
| 2003 | Luciana y Nicolás             | Luciana                       |                                         |
| 2004 | Gitanas                       | María Salomé                  |                                         |
| 2008 | Capadocia                     | Lorena Guerra                 |                                         |
| 2010 | Eastbound & Down              | Vida                          |                                         |
| 2010 | Royal Pains                   | Carmen                        |                                         |
| 2014 | Tratamento de Choque          | Livi                          |                                         |
| 2015 | The Blacklist                 | Vanessa Cruz                  | Episodio 2.18, "Vanessa Cruz (No. 117)" |
| 2015 | Narcos                        | Elisa                         |                                         |
| 2020 | Ana                           | Ana                           | Também produtora executiva              |

### Cinema
| Ano  | Título                             | Personagem               | Notas    |
| ---- | ---------------------------------- | ------------------------ | -------- |
| 2000 | Por la libre                       | María                    |          |
| 2002 | Un secreto de Esperanza            | Lety                     |          |
| 2003 | Ladies' Night                      | Ana                      |          |
| 2006 | El Caco                            |                          |          |
| 2006 | Así del precipicio                 | Lucía                    |          |
| 2006 | Nacho Libre                        | Irmã Encarnación         |          |
| 2007 | Sultanes del Sur                   | Monica Silvari           |          |
| 2008 | Paraiso Travel                     | Milagros                 |          |
| 2009 | El Traspatio                       | Blanca                   |          |
| 2009 | Empire State                       | Ellen Cochrane           |          |
| 2010 | Tiras em Apuros                    | Gabriela                 |          |
| 2010 | Di Di Hollywood                    | Rita Marlow              |          |
| 2010 | Hidalgo: La historia jamás contada | Josefa Quintana          |          |
| 2011 | Cowboys & Aliens                   | Maria                    |          |
| 2014 | Jessabelle - O Passado Nunca Morre | Rosaura                  |          |
| 2014 | Festa no Céu                       | Carmen Sánchez           | Dublagem |
| 2017 | Everything, Everything             | Carla                    |          |
| 2021 | Army of the dead                   | Maria Cruz               |          |
| 2021 | Uma Noite de Crime - A Fronteira   | Adela                    |          |
| 2021 | El rey de todo el mundo            | Sara                     |          |
| 2022 | Army of Thieves                    | Maria Cruz               |          |
| 2022 | ¡Que Viva México!                  | Maria "Mari" Elena Reyes |          |

## Prêmios e indicações
| Ano  | Prêmio                       | Categoria                 | Indicação                          | Resultado |
| ---- | ---------------------------- | ------------------------- | ---------------------------------- | --------- |
| 1997 | Premios El Heraldo de México | Melhor Atriz de Televisão | Pueblo chico, infierno grande      | Venceu    |
| 2001 | Premios El Heraldo de México | Revelação no Cinema       | Por la libre                       | Venceu    |
| 2004 | Prêmio ACE                   | Melhor Atriz Protagonista | Gitanas                            | Indicada  |
| 2004 | Diosas de Plata              | Melhor Atuação Feminina   | Ladies' night                      | Venceu    |
| 2007 | Diosas de Plata              | Melhor Atriz              | Así del precipicio                 | Venceu    |
| 2010 | Diosas de Plata              | Trajetória artística      | Ela mesma                          | Venceu    |
| 2010 | Premios Juventud             | Melhor Atriz              | Cop Out                            | Indicada  |
| 2010 | Premios CANACINE             | Melhor Atriz              | Backyard: El traspatio             | Venceu    |
| 2011 | Premios CANACINE             | Melhor Atriz              | Hidalgo, la historia jamás contada | Venceu    |
| 2011 | Diosas de Plata              | Melhor Atriz              | Hidalgo, la historia jamás contada | Indicada  |